# Fortune Faded
Fortune Faded è un singolo del gruppo musicale statunitense Red Hot Chili Peppers, pubblicato il 3 novembre 2003 come primo estratto dalla sesta raccolta Greatest Hits.

## Descrizione
Già suonato dal vivo nell'agosto 2001, insieme a Save the Population e Soul to Squeeze è uno dei tre inediti presenti nella raccolta Greatest Hits.

## Tracce
Testi e musiche di Anthony Kiedis, Flea, John Frusciante e Chad Smith.
CD promozionale
1. Fortune Faded – 3:23

CD 1
1. Fortune Faded – 3:23
2. Eskimo – 5:31
3. Bunker Hill – 3:29

CD 2
1. Fortune Faded – 3:23
2. Californication (Remixed by Ekkehard Ehelers) – 5:57
3. Tuesday Night in Berlin – 14:22

## Formazione
Gruppo
- Anthony Kiedis – voce
- John Frusciante – chitarra, cori
- Flea – basso
- Chad Smith – batteria

Produzione
- Rick Rubin – produzione
- David Schiffman – registrazione
- Greg Fidelman – registrazione
- Philip Broussard – assistenza tecnica
- Chris Holmes – assistenza tecnica
- Dan Leffler – assistenza tecnica

## Classifiche
| Classifica (2003)             | Posizione massima |
| ----------------------------- | ----------------- |
| Australia                     | 16                |
| Austria                       | 68                |
| Canada                        | 5                 |
| Germania                      | 46                |
| Italia                        | 24                |
| Nuova Zelanda                 | 37                |
| Paesi Bassi                   | 5                 |
| Regno Unito                   | 11                |
| Stati Uniti (alternative)     | 8                 |
| Stati Uniti (mainstream rock) | 22                |
| Svezia                        | 44                |
| Svizzera                      | 59                |